# Induktance
Induktance, správněji induktivní reaktance, je jalový odpor součástky s indukčností (nejčastěji cívky) proti průchodu střídavého elektrického proudu. Induktance je imaginární část celkové impedance indukčního charakteru.

## Objasnění pojmu
Induktance je důsledkem přeměny energie proudového pole na  energii magnetického pole. Induktance není důsledkem změny elektrické energie v součástce na tepelnou energii (tak jako elektrický odpor).

Velikost induktance závisí přímo úměrně na indukčnosti a na úhlové frekvenci střídavého proudu.

V obvodech stejnosměrného proudu se induktance projevuje pouze u přechodových dějů.
Značka: XL
Jednotka SI: ohm, značka Ω
Další jednotky: stejné jako pro elektrický odpor
Výpočet modulu: {\displaystyle \ X_{L}=\ {L\cdot \omega }} , kde L je indukčnost - jednotka Henry, značka H, ω je úhlová frekvence, jednotka s−1
Protože {\displaystyle \ \omega =\ {2\pi f}}, proto{\displaystyle \ X_{L}=\ {2\cdot \pi \cdot f\cdot L}}, kde π je Ludolfovo číslo (Archimedova konstanta) ~ 3,14; f je frekvence v jednotkách Hz; L je indukčnost - jednotka Henry, značka H.
Výpočet hodnoty: {\displaystyle Z_{L}=j\cdot X_{L}=j\cdot \omega \cdot L}
V RL obvodech induktance způsobuje fázový posuv mezi proudem a napětím. Proud procházející obvodem se zpožďuje za napětím.
Kromě induktance se v RLC obvodech objevuje také kapacitance.
Induktanci lze využít při oddělování vysokofrekvenční a nízkofrekvenční složky střídavého proudu. Složka s nižší frekvencí prochází dobře, složka s vyšší frekvencí prochází špatně.
Terminologická poznámka:
Vzhledem k tomu, že hrozí záměna s anglickými termíny "inductance" (= indukčnost) a "capacitance" (= kapacita), je lépe používat termínů induktivní a kapacitní reaktance. Také platná norma ČSN ISO 31-5 Veličiny a jednotky: Elektřina a magnetismus již uvádí pouze termíny kapacitní a induktivní reaktance, z tohoto hlediska lze proto termíny kapacitance a induktance považovat za zastaralé.